# ديفيد ويلسون (لاعب كريكت)
ديفيد ويلسون (14 نوفمبر 1966 في المملكة المتحدة - ) (بالإنجليزية: David Wilson)‏ هو لاعب كريكت بريطاني. لعب مع Durham Cricket Board ‏.

## وصلات خارجية
- دايفيد ويلسون على موقع إي آس بي آن كريك إنفو (الإنجليزية)